# دراکو (خانواده موتور موشک)
دراکو (به انگلیسی: Draco) خانواده‌ای از موتور موشک با سوخت مایع و هایپرگل طراحی و ساخته شده توسط اسپیس‌اکس برای استفاده در پرتابگر و کپسول فضایی همین شرکت است. تاکنون دو موتور از این خانواده به نام‌های دراکو و سوپردراکو ساخته شده است.
یک پیشران دراکو؛ یک موتور راکت کوچک است که در فضاپیمای دراگن استفاده شده است، همچنین در مراحل بالای موشک‌های چندمرحله‌ای فالکون ۹   و فالکون هوی نیز برای کنترل جهت فضاپیما در خلأ فضای بیرونی استفاده شده است.